# Homo longi
Homo longi (лат.) — архаичный вид человека из рода Люди, получивший в прессе название «человек-дракон». Идентифицирован по почти сохранившемуся черепу, возраст находки около 146 000 лет, период средний плейстоцен. Череп был найден в Харбине, Маньчжурская равнина, Китай ещё в 1933 году, у реки Сунгари, когда для национальной железной дороги бывшего государства Маньчжоу-Го строился мост Бинбэй, более известный как Мост Дунцзян, но лишь к 2018 году попал в лабораторию к палеоантропологам.

## Таксономия

### Этимология
Специфическое название Homo longi происходит от географического названия Longjiang (буквально «Река Дракона»), термина, обычно используемого для обозначения китайской провинции Хэйлунцзян.

### Классификация
Изначально предполагалось, что это ещё один денисовский человек. Также выдвигалась версия, что Homo longi ближе к современным людям, но генетический анализ это опроверг. Homo longi по генетике связан с неандертальцами. По мнению антрополога Станислава Дробышевского, Homo longi является одним из вариантов денисовского человека. Кроме того, антрополог указывает на необоснованность причисления Homo longi к предкам Homo sapiens. Homo longi стоит рассматривать как боковую ветвь развития разумных приматов, жившую наряду с Homo sapiens и неандертальцами.
Череп низкий, длинный, с сильно развитыми надбровными дугами, глазницы широкие, большой рот. Череп на сегодняшний день является самым длинным из всех найденных черепов рода Люди. Лицо Homo longi было довольно плоским, нос большой. Объём мозга составлял 1420 см³.

### Возраст находки
Череп пережил довольно бурную историю, прежде чем попал в руки учёных. Это сильно затруднило точное определение его возраста. Прежде всего, череп нашли и сразу извлекли не научные работники, нарушив таким образом научную систему изучения. Был навсегда потерян стратиграфический контекст — в какой породе череп залегал, какие слои его покрывали и находились снизу, с боков. Это крайне важно и облегчает датировку найденного объекта. В 2021 году геолог Цао Цинфэн и его коллеги провели рентгеновское исследование черепа.
По содержанию в черепе стронция, а также по его содержанию в черепах других животных этой местности, они пришли к выводу, что череп залегал примерно на глубине 12 метров, что соответствует временному промежутку между 309 и 138 тыс. лет назад. Затем уран-ториевое датирование дало диапазон от 62 до 296 тыс. лет назад, однако уран скорее всего выщелачивался, что мешает уточнению возраста. Дальнейшее сравнение с находками, сделанными ранее позволило свести возраст к 146 тыс. лет назад. Точнее определить возраст находки не удаётся, поскольку неизвестно точное место нахождения черепа, он был найден в процессе строительства моста рабочим, который скрыл сам факт находки. Из-за этого уже невозможно точнее указать место находки, чем просто квадрат, где стоит сегодня мост Дунцзян в Харбине.

## Анатомия
Для Homo longi характерен низкий и длинный череп, широкий в верхней части. Носовое отверстие большое, нос также большой вследствие адаптации к дыханию холодным воздухом. Глазницы большие, мощные надбровные дуги. Скулы плоские, широкое нёбо и большие зубы, широкое основание черепа. Размеры черепа 221,3 мм на 164,1 мм в длину и ширину. Размер с затылком и носом — 221,9 мм. Для сравнения: современный средний человеческий череп имеет размеры 176 на 145 мм для мужчин и 171 на 140 мм для женщин. У Homo longi длинный надбровный гребень — 145,7 мм.

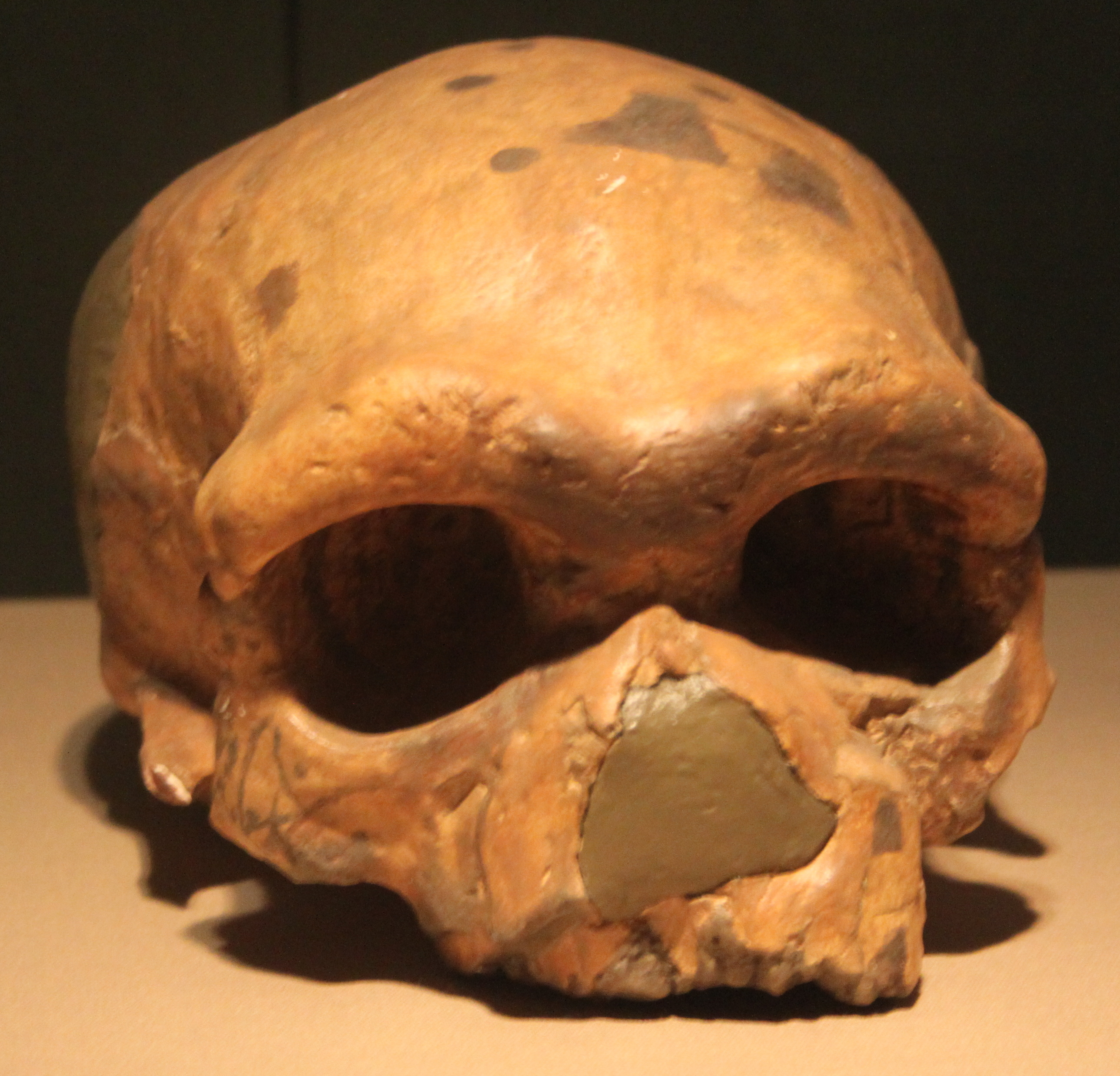
«Череп из Дали» (реплика), схожий с черепом H.longi

Несмотря на большой объём, форма черепа сужалась сразу за глазами (у современных людей череп так не сужается). Мозг в целом несёт много архаичных черт. В отличие от черепов Дали и Хуалун у Homo longi нет сагитального гребня. В отличие от современных людей и неандертальцев у Homo longi теменные кости на макушке головы слабее расширяются и не выступают. Лицо при своей большой ширине было довольно плоским и напоминало современных людей. Зубные гнёзда наклонены наружу — альвеолярный прогнатизм, это архаичный признак.
Сохранился один зуб, верхний левый второй моляр. Он большой по размерам, длина и ширина 13,6 на 16,6 мм. Этот размер сопоставим с зубами денисовского человека. Моляр овальной формы, сильно изношен, почти плоский. Для сравнения: средние размеры современных моляров у мужчин составляют 10,2 на 11,8 мм. Homo longi дожил примерно до 50 лет, это был мужчина, кожа у него была светлого или чуть смуглого оттенка, волосы тёмные, глаза карие.

### Патология
На левой теменной области черепа зафиксированы вмятины, скорее всего след от травмы. Третий левый верхний моляр либо был меньше размером, чем второй моляр, либо отсутствовал. Об этом говорит то, что второй моляр не имеет следов контакта с третьим моляром.

## Древняя среда обитания
Homo longi жил в период очередного цикла оледенения, между 300 и 130 тыс. лет назад — в предпоследнюю ледниковую эпоху. Вечная мерзлота тогда дошла на юге до Харбина. На Маньчжурской равнине в то время была биосистема, связанная с доминированием крупных шерстистых носорогов рода Coelodonta и шерстистых мамонтов, которые были наиболее приспособлены к холодной степной местности. Также данную фауну называют мамонтовой фауной, которая ещё включала гигантских оленей, лошадей Пржевальского, лосей, буйволов, бурых медведей.

## Филогения
Филогенетический анализ, основанный на критериях максимальной парсимонии (наибольшей экономии) и байесовской датировке, предполагает, что харбинский Homo longi, череп из Чинньюшаня и некоторые другие окаменелости человека среднего плейстоцена из Китая, такие как череп Дали и челюсть денисовского человека из тибетской пещеры Байшия, образуют третью восточноазиатскую человеческую линию, которая является сестринской группой к линии Homo sapiens.